# Курт Рунґе
Курт Рунґе (нім. Kurt Runge, 13 вересня 1887 — 6 листопада 1959) — німецький академічний веслувальник.
Бронзовий призер Олімпійських Ігор 1912 року в складі вісімки.